# Boris Tsirelson

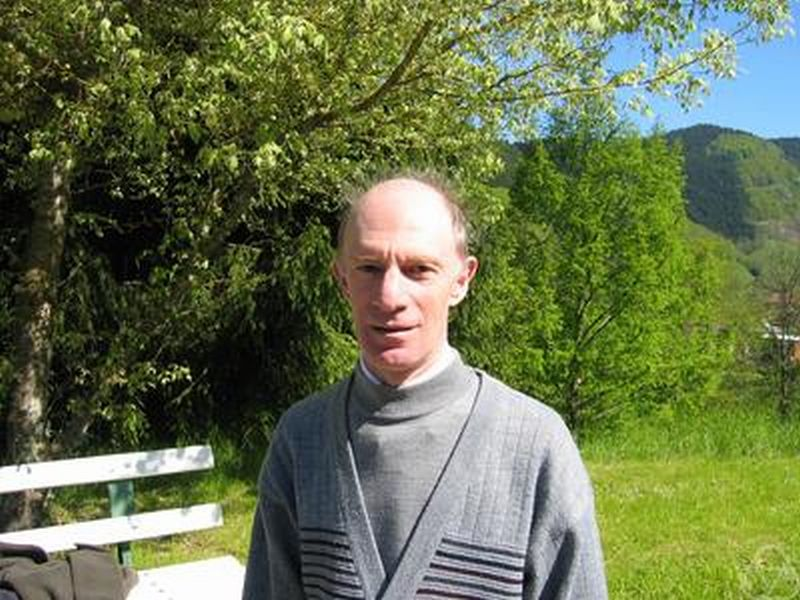
Boris Tsirelson, Oberwolfach 2005

Boris S. Tsirelson, russisch Борис Цирельсон (* 4. Mai 1950 in Leningrad; † 21. Januar 2020 in Basel), auch Cirelson oder Tsirel'son zitiert,
war ein russisch-israelischer Mathematiker. Er war Professor an der Universität Tel Aviv und befasste sich mit Funktionalanalysis, Quantentheorie und stochastischen Prozessen.

## Leben und Werk
Tsirelson besuchte als Schüler eine von Vladimir Lifschitz und Alexander Kruglow betreute Gruppe für in Mathematik begabte Schüler (dazu gehörten auch Vyatcheslav Kharlamov, Serguey Kislyakov und Alex Reyman). Er wurde 1975 an der Universität Leningrad bei Ildar Ibragimov promoviert (General properties of bounded Gaussian processes and related questions).
Er fand ein Gegenbeispiel in der Theorie der Banachräume, veröffentlicht 1974. Er konstruierte einen reflexiven Banach-Raum, für den es keine Einbettung der Folgenräume {\displaystyle \ell ^{p}} und {\displaystyle c_{0}} gibt, der Raum wird heute als Tsirelson-Raum bezeichnet. Der nach ihm benannte Raum war das erste echte Beispiel eines nicht-klassischen Banachraums.
Mit Anatoli Werschik untersuchte er neuartige Konstruktionen von Produkträumen aus Wahrscheinlichkeitsräumen und Hilberträumen und damit Einführung neuer Varianten des Rauschens (Black Noise).
Ein Gegenbeispiel in der Theorie stochastischer Differentialgleichungen ist nach ihm benannt (Tsirelsons stochastische Differentialgleichung). Er bewies 1974 die gaußsche isoperimetrische Ungleichung und daraus folgend zum Beispiel Sätze über die Wahrscheinlichkeitsverteilung der Norm von Zufallsvektoren.
Aufbauend auf Ideen von Anatoli Werschik (der sich Anfang der 1970er Jahre mit Klassifikation von Filtrierungen befasste und fand, dass sie nicht alle isomorph untereinander sind) konstruierte er Nicht-Standard-Filtrierungen zu stochastischen Prozessen (wie dem Wurf einer Münze mit gleicher Wahrscheinlichkeit für Kopf und Zahl). Sie fanden, dass Standard-Filtrierungen (nach Werschik) nicht stabil unter äquivalentem Wechsel der Wahrscheinlichkeitsmaße waren, insbesondere ergaben sich bei Brownscher Bewegung bei solchen Wechseln Filtrierungen, die keinem Brownschen Prozess entsprachen. Dabei führte er eine cosiness-Invariante ein und cosy-Filtrationen. Tsirelson kam zu ähnlichen Ergebnissen bei Walsh-Prozessen.
Er befasste sich auch mit Quanteninformatik und Quantentheorie und untersuchte die maximale Korrelation von entfernten Ereignissen (maximale Verletzung einer Bellschen Ungleichung) in der Quantenmechanik, ein Problem von Anatoli Werschik beantwortend. Er fand eine obere Schranke dafür, bekannt als Tsirelson-Schranke.
Er befasste sich auch mit dem klassischen Grenzfall quantenmechanischer Systeme mit wenigen Freiheitsgraden bzw. ihrer klassisch-quantenmechanischen Korrespondenz (betrachtet im Fall, dass Dekohärenz durch thermische Wechselwirkung mit der Umgebung die quantenmechanischen Interferenzen zerstört) Es ergibt sich nach Tsirelson ein Schwellwert-Verhalten statt des üblicherweise betrachteten Grenzwert-Übergangs (Planck-Konstante gegen Null).
Weiter befasste er sich mit fehlertoleranten zellulären Automaten.
Er war Invited Speaker auf dem Internationalen Mathematikerkongress in Berlin 1998 (Within and beyond the reach of Brownian innovation). 1976 erhielt er den Preis für junge Mathematiker der Sankt Petersburger Mathematischen Gesellschaft.

## Schriften
(Außer den bereits zitierten)
- Scaling limit, noise, stability, in: Wendelin Werner, Boris Tsirelson, Lectures on Probability Theory and Statistics, Ecole d’Eté de Probabilités de Saint-Flour XXXII - 2002 Lecture Notes in Mathematics 1840, 2004, 1–106
- mit A. Vershik Examples of nonlinear continuous tensor products of measure spaces and non-Fock factorizations, Reviews in Mathematical Physics 10:1, 81–145
- Nonclassical stochastic flows and continuous products, Probability Surveys 1, 2004, S. 173–298